# بقم أنغولي
بقم أنغولي (الاسم العلمي:Caesalpinia angolensis) هو نوع من النباتات يتبع جنس البقم من الفصيلة البقولية.